# Liste des orgues de Provence-Alpes-Côte d'Azur protégés aux monuments historiques
 (10 mars 2021).
Cet article recense les orgues protégés aux monuments historiques en Provence-Alpes-Côte d'Azur, France.

## Liste
| Orgue                                                  | Département             | Commune                       | Édifice                                 | Référence | Année          | Protection | Illus. |
| ------------------------------------------------------ | ----------------------- | ----------------------------- | --------------------------------------- | --- | -------------- | ---------- | ------ |
| Orgue de tribune partie instrumentale                  | Alpes-de-Haute-Provence | Digne-les-Bains               | Cathédrale Saint-Jérôme                 | - « Orgue », notice no PM04000876 - « Instrument », notice no PM04000121                                        | 1976           | Classé     |        |
| Orgue de tribune buffet, partie instrumentale          | Alpes-de-Haute-Provence | Entrevaux                     | Cathédrale Notre-Dame-de-l’Assomption   | - « Buffet », notice no PM04000139 - « Orgue », notice no PM04000877 - « Instrument », notice no PM04000140     | 1975           | Classé     |        |
| Orgue de tribune buffet, tribune                       | Alpes-de-Haute-Provence | Forcalquier                   | Concathédrale Notre-Dame-du-Bourguet    | - « Buffet », notice no PM04000160 - « Orgue », notice no PM04000878                                            | 1988           | Classé     |        |
| Orgue de tribune buffet, partie instrumentale, tribune | Alpes-de-Haute-Provence | Manosque                      | Église Saint-Sauveur                    | - « Buffet », notice no PM04000214 - « Orgue », notice no PM04000879 - « Instrument », notice no PM04000222     | 1908           | Classé     |        |
| Orgue de tribune partie instrumentale                  | Alpes-de-Haute-Provence | Riez                          | Cathédrale Notre-Dame-de-l’Assomption   | - « Orgue », notice no PM04000880 - « Instrument », notice no PM04000348                                        | 1979           | Classé     |        |
| Orgue de tribune partie instrumentale                  | Alpes-de-Haute-Provence | Sisteron                      | Cathédrale Notre-Dame-des-Pommiers      | - « Orgue », notice no PM04000881 - « Instrument », notice no PM04000882                                        | 1991           | Inscrit    |        |
| Orgue de tribune buffet                                | Alpes-Maritimes         | Breil-sur-Roya                | Église Santa-Maria-in-Albis             | - « Buffet », notice no PM06000068 - « Orgue », notice no PM06002735                                            | 1971           | Classé     |        |
| Orgue de tribune buffet, partie instrumentale          | Alpes-Maritimes         | La Brigue                     | Église Saint-Martin                     | - « Buffet », notice no PM06000119 - « Orgue », notice no PM06002736 - « Instrument », notice no PM06000120     | 1971           | Classé     |        |
| Orgue de tribune buffet, partie instrumentale, tribune | Alpes-Maritimes         | Clans                         | Collégiale Sainte-Marie                 | - « Buffet », notice no PM06000195 - « Orgue », notice no PM06002737 - « Instrument », notice no PM06002738     | 1988           | Classé     |        |
| Orgue de tribune buffet, partie instrumentale          | Alpes-Maritimes         | L’Escarène                    | Église Saint-Pierre-aux-Liens           | - « Buffet », notice no PM06000218 - « Orgue », notice no PM06002739 - « Instrument », notice no PM06000219     | 1971           | Classé     |        |
| Orgue de tribune buffet                                | Alpes-Maritimes         | Menton                        | Basilique Saint-Michel-Archange         | - « Buffet », notice no PM06000398 - « Orgue », notice no PM06002741                                            | 1971           | Classé     |        |
| Orgue de tribune partie instrumentale                  | Alpes-Maritimes         | Menton                        | Église des Pénitents noirs              | - « Orgue », notice no PM06002740 - « Instrument », notice no PM06000405                                        | 1982           | Classé     |        |
| Orgue de tribune orgue                                 | Alpes-Maritimes         | Nice                          | Chapelle des Pénitents bleus            | - « Orgue », notice no PM06002742                                                                               | 2005           | Classé     |        |
| Orgue de tribune buffet, partie instrumentale          | Alpes-Maritimes         | Nice                          | Chapelle des Pénitents rouges           | - « Buffet », notice no PM06002748 - « Orgue », notice no PM06002746 - « Instrument », notice no PM06002747     | 1997           | Classé     |        |
| Orgue de tribune buffet, partie instrumentale          | Alpes-Maritimes         | Nice                          | Chapelle de la Providence               | - « Buffet », notice no PM06002745 - « Orgue », notice no PM06002743 - « Instrument », notice no PM06002744     | 2003           | Classé     |        |
| Orgue positif buffet                                   | Alpes-Maritimes         | Nice                          | Villa Beau Site                         | - « Buffet », notice no PM06001705 - « Orgue », notice no PM06002749                                            | 1988           | Classé     |        |
| Orgue de tribune partie instrumentale                  | Alpes-Maritimes         | Saint-Étienne-de-Tinée        | Église Saint-Jean                       | - « Orgue », notice no PM06002750 - « Instrument », notice no PM06001288                                        | 1991           | Classé     |        |
| Orgue de tribune buffet, partie instrumentale          | Alpes-Maritimes         | Saorge                        | Chapelle des Pénitents noirs            | - « Buffet », notice no PM06001014 - « Orgue », notice no PM06002751 - « Instrument », notice no PM06001015     | 1971           | Classé     |        |
| Orgue de tribune buffet, partie instrumentale          | Alpes-Maritimes         | Sospel                        | Cocathédrale Saint-Michel               | - « Buffet », notice no PM06001066 - « Orgue », notice no PM06002752 - « Instrument », notice no PM06001068     | 1971           | Classé     |        |
| Orgue de tribune buffet, partie instrumentale          | Alpes-Maritimes         | Tende                         | Chapelle de l’Annonciation              | - « Buffet », notice no PM06001090 - « Orgue », notice no PM06002753 - « Instrument », notice no PM06001091     | 1971           | Classé     |        |
| Orgue de tribune partie instrumentale                  | Alpes-Maritimes         | Vence                         | Cathédrale de la Nativité-de-Notre-Dame | - « Orgue », notice no PM06002754 - « Instrument », notice no PM06001238                                        | 1977           | Classé     |        |
| Orgue à cylindres partie instrumentale                 | Alpes-Maritimes         | Villars-sur-Var               | Église Saint-Jean                       | - « Orgue », notice no PM06002755 - « Instrument », notice no PM06002756                                        | 1999           | Classé     |        |
| Orgue de tribune buffet                                | Alpes-Maritimes         | Villefranche-sur-Mer          | Église Saint-Marcel                     | - « Notice 1 », notice no PM06002759[réf. non conforme] - « Notice 2 », notice no PM06002758[réf. non conforme] | 1971           | Classé     |        |
| Orgue de tribune buffet, partie instrumentale          | Alpes-Maritimes         | Villefranche-sur-Mer          | Église Saint-Michel                     | - « Buffet », notice no PM06001246 - « Orgue », notice no PM06002757 - « Instrument », notice no PM06001247     | 1971           | Classé     |        |
| Orgue de tribune buffet, partie instrumentale          | Bouches-du-Rhône        | Aix-en-Provence               | Cathédrale Saint-Sauveur                | - « Buffet », notice no PM13001012 - « Orgue », notice no PM13001745 - « Instrument », notice no PM13001746     | 1840           | Classé     |        |
| Orgue de tribune buffet, partie instrumentale          | Bouches-du-Rhône        | Aix-en-Provence               | Église de la Madeleine                  | - « Buffet », notice no PM13000114 - « Orgue », notice no PM13001747 - « Instrument », notice no PM13001748     | 1910           | Classé     |        |
| Orgue de tribune buffet, partie instrumentale          | Bouches-du-Rhône        | Aix-en-Provence               | Église du Saint-Esprit                  | - « Buffet », notice no PM13000059 - « Orgue », notice no PM13001749 - « Instrument », notice no PM13000193     | 1910           | Classé     |        |
| Orgue de tribune partie instrumentale                  | Bouches-du-Rhône        | Aix-en-Provence               | Temple de la rue de la Masse            | - « Orgue », notice no PM13001750 - « Instrument », notice no PM13000224                                        | 1977           | Classé     |        |
| Orgue de tribune partie instrumentale                  | Bouches-du-Rhône        | Allauch                       | Chapelle Notre-Dame-de-Beauvois         | - « Orgue », notice no PM13001751 - « Instrument », notice no PM13000275                                        | 1978           | Classé     |        |
| Orgue de tribune partie instrumentale                  | Bouches-du-Rhône        | Aubagne                       | Église Saint-Sauveur                    | - « Orgue », notice no PM13001752 - « Instrument », notice no PM13001753                                        | 1979           | Inscrit    |        |
| Orgue de tribune buffet, partie instrumentale          | Bouches-du-Rhône        | Eygalières                    | Église Notre-Dame                       | - « Buffet », notice no PM13000498 - « Instrument », notice no PM13000496                                       | 1978 1983      | Classé     |        |
| Orgue de tribune orgue                                 | Bouches-du-Rhône        | Eyguières                     | Église Notre-Dame                       | - « Orgue », notice no PM13001754                                                                               | 1978 1983      | Classé     |        |
| Orgue de tribune buffet, partie instrumentale          | Bouches-du-Rhône        | Lambesc                       | Église Notre-Dame-de-l’Assomption       | - « Buffet », notice no PM13000563 - « Orgue », notice no PM13001755 - « Instrument », notice no PM13000562     | 1970 1975      | Classé     |        |
| Orgue de tribune partie instrumentale                  | Bouches-du-Rhône        | Marseille                     | Abbaye Saint-Victor                     | - « Orgue », notice no PM13001756 - « Instrument », notice no PM13001757                                        | 1972           | Inscrit    |        |
| Orgue de tribune partie instrumentale                  | Bouches-du-Rhône        | Marseille                     | Cathédrale Sainte-Marie-Majeure         | - « Orgue », notice no PM13001758 - « Instrument », notice no PM13000614                                        | 1962           | Classé     |        |
| Orgue de tribune partie instrumentale                  | Bouches-du-Rhône        | Marseille                     | Église Notre-Dame-du-Mont               | - « Orgue », notice no PM13001759 - « Instrument », notice no PM13000744                                        | 1987           | Classé     |        |
| Orgue de tribune buffet                                | Bouches-du-Rhône        | Marseille                     | Église Saint-Cannat                     | - « Buffet », notice no PM13000736 - « Orgue », notice no PM13001760                                            | 1976           | Classé     |        |
| Orgue de tribune partie instrumentale                  | Bouches-du-Rhône        | Marseille                     | Église Saint-Charles                    | - « Orgue », notice no PM13001761 - « Instrument », notice no PM13000729                                        | 1982           | Classé     |        |
| Orgue de tribune partie instrumentale                  | Bouches-du-Rhône        | Marseille                     | Église Saint-Joseph                     | - « Orgue », notice no PM13001762 - « Instrument », notice no PM13000730                                        | 1981           | Classé     |        |
| Orgue de tribune buffet                                | Bouches-du-Rhône        | Marseille                     | Église Saint-Théodore                   | - « Orgue », notice no PM13001763 - « Buffet », notice no PM13000745                                            | 1976           | Classé     |        |
| Orgue de tribune partie instrumentale                  | Bouches-du-Rhône        | Marseille                     | Église Saint-Vincent-de-Paul            | - « Orgue », notice no PM13001764 - « Instrument », notice no PM13000747                                        | 1981           | Classé     |        |
| Orgue de tribune buffet, partie instrumentale          | Bouches-du-Rhône        | Martigues                     | Église Sainte-Madeleine-de-l’Île        | - « Buffet », notice no PM13000780 - « Orgue », notice no PM13001765 - « Instrument », notice no PM13001766     | 1908           | Classé     |        |
| Orgue de tribune partie instrumentale                  | Bouches-du-Rhône        | Salon-de-Provence             | Église Saint-Laurent                    | - « Orgue », notice no PM13001767 - « Instrument », notice no PM13001768                                        | 1977           | Classé     |        |
| Orgue de tribune partie instrumentale                  | Bouches-du-Rhône        | Salon-de-Provence             | Église Saint-Michel                     | - « Orgue », notice no PM13001769 - « Instrument », notice no PM13001770                                        | 1978           | Inscrit    |        |
| Orgue de tribune buffet, partie instrumentale          | Bouches-du-Rhône        | Tarascon                      | Église Sainte-Marthe                    | - « Buffet », notice no PM13001051 - « Orgue », notice no PM13001771 - « Instrument », notice no PM13001043     | 1840           | Classé     |        |
| Orgue de tribune buffet                                | Bouches-du-Rhône        | Tarascon                      | Église Saint-Jacques                    | - « Buffet », notice no PM13000931 - « Orgue », notice no PM13001772                                            | 1911           | Classé     |        |
| Orgue buffet                                           | Hautes-Alpes            | Briançon                      | Église Notre-Dame-et-Saint-Nicolas      | - « Buffet », notice no PM05001119                                                                              | 1999           | Inscrit    |        |
| Orgue de chœur partie instrumentale, tuyaux            | Hautes-Alpes            | Embrun                        | Cathédrale Notre-Dame                   | - « Tuyaux », notice no PM05001664 - « Orgue », notice no PM05000645 - « Buffet », notice no PM05000165         | 1908 1989      | Classé     |        |
| Orgue de tribune buffet, partie instrumentale          | Hautes-Alpes            | Embrun                        | Cathédrale Notre-Dame                   | - « Buffet », notice no PM05000350 - « Orgue », notice no PM05000105 - « Instrument », notice no PM05000420     | 1840 1948 1973 | Classé     |        |
| Orgue à cylindres orgue                                | Hautes-Alpes            | Saint-Chaffrey                | Église Saint-Chaffrey                   | - « Orgue », notice no PM05000646                                                                               | 2000           | Classé     |        |
| Orgue buffet                                           | Hautes-Alpes            | Tallard                       | Église Saint-Grégoire                   | - « Buffet », notice no PM05001336                                                                              | 1991           | Inscrit    |        |
| Orgue de tribune buffet, partie instrumentale          | Var                     | Barjols                       | Collégiale Saint-Marcel                 | - « Buffet », notice no PM83000083 - « Orgue », notice no PM83001459 - « Instrument », notice no PM83000089     | 1949           | Classé     |        |
| Orgue de tribune orgue                                 | Var                     | Brignoles                     | Église Saint-Sauveur                    | - « Orgue », notice no PM83001460                                                                               | 2007           | Classé     |        |
| Orgue de tribune buffet, partie instrumentale          | Var                     | Cuers                         | Collégiale Saint-Pierre                 | - « Buffet », notice no PM83000215 - « Orgue », notice no PM83001461 - « Instrument », notice no PM83000216     | 1970           | Classé     |        |
| Orgue de tribune partie instrumentale                  | Var                     | Lorgues                       | Église Saint-Martin                     | - « Orgue », notice no PM83001462 - « Instrument », notice no PM83000351                                        | 1979           | Classé     |        |
| Orgue de tribune buffet, partie instrumentale          | Var                     | Pignans                       | Église de la Nativité-de-la-Vierge      | - « Buffet », notice no PM83000401 - « Orgue », notice no PM83001463 - « Instrument », notice no PM83000400     | 1984           | Classé     |        |
| Orgue de tribune buffet, partie instrumentale          | Var                     | Saint-Maximin-la-Sainte-Baume | Basilique Sainte-Marie-Madeleine        | - « Buffet », notice no PM83001465 - « Orgue », notice no PM83000509 - « Instrument », notice no PM83001464     | 1908           | Classé     |        |
| Orgue de tribune partie instrumentale                  | Var                     | La Seyne-sur-Mer              | Église Notre-Dame-du-Bon-Voyage         | - « Orgue », notice no PM83001466 - « Instrument », notice no PM83000555                                        | 1981           | Classé     |        |
| Orgue de tribune partie instrumentale                  | Var                     | Solliès-Pont                  | Église Saint-Jean-Baptiste              | - « Orgue », notice no PM83001467 - « Instrument », notice no PM83000588                                        | 1984           | Classé     |        |
| Orgue de tribune buffet                                | Var                     | Solliès-Ville                 | Église Saint-Michel                     | - « Buffet », notice no PM83000592 - « Orgue », notice no PM83001468                                            | 1905           | Classé     |        |
| Orgue de tribune buffet, tribune                       | Vaucluse                | Apt                           | Cathédrale Sainte-Anne                  | - « Orgue », notice no PM84001143 - « Buffet », notice no PM84000097                                            | 1977           | Classé     |        |
| Orgue de tribune buffet, partie instrumentale          | Vaucluse                | Avignon                       | Métropole Notre-Dame-des-Doms           | - « Buffet », notice no PM84000662 - « Orgue », notice no PM84001144 - « Instrument », notice no PM84000274     | 1840           | Classé     |        |
| Orgue de tribune partie instrumentale                  | Vaucluse                | Avignon                       | Collégiale Saint-Agricol                | - « Orgue », notice no PM84001145 - « Instrument », notice no PM84000275                                        | 1977           | Classé     |        |
| Orgue de tribune partie instrumentale                  | Vaucluse                | Avignon                       | Collégiale Saint-Pierre                 | - « Orgue », notice no PM84001146 - « Instrument », notice no PM84001233                                        | 2005           | Classé     |        |
| Orgue de tribune partie instrumentale                  | Vaucluse                | Avignon                       | Église Saint-Symphorien                 | - « Orgue », notice no PM84001147 - « Instrument », notice no PM84000277                                        | 1984           | Classé     |        |
| Orgue de tribune partie instrumentale                  | Vaucluse                | Bollène                       | Église Saint-Martin                     | - « Orgue », notice no PM84001148 - « Instrument », notice no PM84000293                                        | 1977           | Classé     |        |
| Orgue de tribune buffet, partie instrumentale          | Vaucluse                | Caromb                        | Église Saint-Maurice                    | - « Buffet », notice no PM84000669 - « Orgue », notice no PM84001149 - « Instrument », notice no PM84001150     | 1900           | Classé     |        |
| Orgue de tribune buffet                                | Vaucluse                | Carpentras                    | Cathédrale Saint-Siffrein               | - « Buffet », notice no PM84000682 - « Orgue », notice no PM84001151                                            | 1840           | Classé     |        |
| Orgue de tribune buffet, partie instrumentale, tribune | Vaucluse                | Cavaillon                     | Cathédrale Notre-Dame-et-Saint-Véran    | - « Buffet », notice no PM84000706 - « Orgue », notice no PM84001152 - « Instrument », notice no PM84000395     | 1840           | Classé     |        |
| Orgue de tribune partie instrumentale                  | Vaucluse                | Courthézon                    | Église Saint-Denis                      | - « Orgue », notice no PM84001153 - « Instrument », notice no PM84000398                                        | 1981           | Classé     |        |
| Orgue de tribune buffet, partie instrumentale, tribune | Vaucluse                | L’Isle-sur-la-Sorgue          | Collégiale Notre-Dame-des-Anges         | - « Orgue », notice no PM84001154 - « Instrument », notice no PM84001155 - « Buffet », notice no PM84000420     | 1908 1974      | Classé     |        |
| Orgue de tribune partie instrumentale                  | Vaucluse                | Lauris                        | Église Notre-Dame-de-la-Purification    | - « Orgue », notice no PM84001156 - « Instrument », notice no PM84000446                                        | 1980           | Classé     |        |
| Orgue de tribune buffet, partie instrumentale          | Vaucluse                | Malaucène                     | Église Saint-Michel                     | - « Buffet », notice no PM84000451 - « Orgue », notice no PM84001157 - « Instrument », notice no PM84000457     | 1908           | Classé     |        |
| Orgue de tribune partie instrumentale                  | Vaucluse                | Pernes-les-Fontaines          | Église Notre-Dame-de-Nazareth           | - « Orgue », notice no PM84001158 - « Instrument », notice no PM84000714                                        | 1970           | Classé     |        |
| Orgue de tribune partie instrumentale                  | Vaucluse                | Pertuis                       | Église Saint-Nicolas                    | - « Orgue », notice no PM84001159 - « Instrument », notice no PM84000740                                        | 1991           | Classé     |        |
| Orgue de tribune buffet, partie instrumentale          | Vaucluse                | Valréas                       | Église Notre-Dame-de-Nazareth           | - « Buffet », notice no PM84000724 - « Orgue », notice no PM84001160 - « Instrument », notice no PM84000616     | 1862           | Classé     |        |